# 高桥义雄
高桥义雄（日语：高橋 義雄，1861年10月2日—1937年12月12日），日本的实业家、作家、茶人。曾在庆应义塾学习，师从福泽谕吉，1884年撰写了《人种改良论》提出：“日本男人休妻，另娶西洋妇人为妻、生子，来改善人种。”